# Stairway to Heaven
„Stairway to Heaven“ je název písničky anglické rockové skupiny Led Zeppelin, která vyšla v prosinci roku 1971 na jejich čtvrtém studiovém albu,  – Led Zeppelin IV. Je obecně považována za jednu z nejúspěšnějších skladeb v rockové historii a ve Spojených státech patří mezi nejčastěji hranou písničku v rozhlase, přestože nikdy nebyla vydána jako singl.

## Historie
Hudbu napsal Jimmy Page na Plantově chatě Bron-Yr-Aur ve Walesu. Nahrávání „Stairway to Heaven“ začalo v prosinci 1970 ve studiu Basing Street (Island Studios, Londýn). Text písničky složil Robert Plant a nahrávka byla dokončena během přípravy alba Led Zeppelin III v roce 1971 ve studiu Headley Grange, Hampshire.
Poprvé zazněla písnička živě v belfastské Ulster Hall dne 5. března, 1971. „Stairway“ se pak stala pravidelnou součástí všech koncertů až do roku 1980. Zazněla také na koncertě Live Aid v roce 1985. Na pražském koncertu Page a Planta zaznělo jen několik prvních taktů v rámci jiné skladby.
Také notový zápis skladby „Stairway to Heaven“ patří k nejprodávanějším. Od roku 1971 se prodává průměrně 15 000 kopií. Celkem bylo prodáno více než 1,2 milionu výtisků.[zdroj?]
Mezi posluchači rádií patří stále mezi nejoblíbenější skladby. V letech 2006 a 2013 potvrdila své prvenství i v českém rockovém rádiu Rádio Beat.

### Žádný singl
Skladba je poměrně dlouhá (8 minut a 2 sekundy). Na singlu nikdy nevyšla, protože vydavatelská společnost Atlantic Records žádala kratší verzi skladby, což skupina odmítla, stejně jako vysílání zkrácené tříminutové verze v rádiích.

## Text
Představa o nanebevstoupení po žebříku, stromu, mostě nebo laně je ve světové mytologii poměrně rozšířená. Titulek písničky pochází z biblického popisu Jákobova žebříku: „Měl sen: Hle, na zemi stojí žebřík, jehož vrchol dosahuje k nebesům, a po něm vystupují a sestupují poslové Boží.“ (Genesis 28:12)
Robert Plant napsal text o ženě, která chce všechno, aniž by za to musela cokoli dát. Plant uvedl, že jednou z inspirací mu byla kniha Lewise Spencea Magic Arts In Celtic Britain. V textu se vyskytuje celá řada ukrytých odkazů na anglickou mytologii i dílo J. R. R. Tolkiena.[zdroj?]
Ohledně textu se objevily různé dohady, že písnička obsahuje satanské sdělení. To se projeví pouze tehdy, pustí-li se skladba pozpátku. V části „if there's a bustle in your hedgerow…“ je při poslechu pozpátku slyšet velmi nejasně „Satan my evil spirit“. Členové kapely to důrazně odmítají s tím, že se jedná pouze o zcela náhodnou sluchovou podobu.

## Hudba
Píseň se skládá ze tří částí. Úvod obstarává akustická kytara a zobcová flétna (začátek–2:12). Ve střední části se přidávají elektrické kytary (2:13–5:33), aby nakonec píseň gradovala rychlou hardrockovou pasáží s kytarovým sólem (5:35–konec).
Úvodní kytarový riff je jeden z nejčastěji hraných motivů na kytaře vůbec. V některých amerických prodejnách hudebních nástrojů je jeho hraní zakázáno pod pokutou 5 dolarů.[zdroj?]
Jimmy Page v ní hraje na dvoukrkou kytaru Gibson EDS-1275.

## Obvinění z plagiátorství
V květnu 2014 byla skupina Led Zeppelin zažalována za plagiátorství ohledně písně „Stairway to Heaven“ kvůli tomu, že se nápadně podobá skladbě „Taurus“ americké skupiny Spirit z roku 1968. Baskytarista Spirit Mark Andes řekl, že Led Zeppelin s kapelou Spirit byli na společném turné a právě v tu dobu pravděpodobně Page část jejich písně převzal. Sám Jimmy Page žalobu označil za „směšnou“.
Dne 11. dubna 2016 okresní soudce Gary Klausner v Los Angeles rozhodl, že je shromážděno dost podkladů pro porotu a líčení bylo naplánováno na 10. května. Žalobu pro porušení autorských práv podal Michael Skidmore, správce dědictví kytaristy skupiny Spirit Randyho Wolfa (1951–1997). Dne 23. června 2016 porota rozhodla, že podobnosti mezi skladbami nejsou dostatečné pro obvinění z porušení autorských práv.

## Obsazení
- Robert Plant – zpěv, tamburína
- Jimmy Page – akustická kytara, elektrická kytara, elektrická dvanáctistrunná kytara
- John Paul Jones – basová kytara
- John Bonham – bicí